# سوريا على طول
سوريا على طول هي منظمة إخبارية مستقلة مقرها في برلين، ألمانيا، تأسست عام 2013، توفر تغطية إخبارية عن الحرب والسياسة في سوريا، وتدريب الصحفيين. ومولت في الأصل في عمان، الأردن من قبل منظمة أمريكية، هي الصندوق الخيري للسلام والتنمية العالمي (GPD)، بالإضافة إلى وزارة الخارجية الأمريكية والعديد من السفارات في عمان.

## أخبار مباشرة
تنشر سوريا على طول باللغتين الإنجليزية والعربية. المقالات مخصصة للقراء الذين لديهم معرفة مسبقة بسوريا ولكنهم يريدون معلومات أكثر تفصيلاً. وتوظف فريقاً صغيراً من المراسلين السوريين والدوليين الذين يتحدثون مع الناشطين والمدنيين السوريين على جانبي النزاع كل يوم. ويكتب الصحفيون السوريون القصص باللغتين العربية والإنجليزية. والموقع ثنائي اللغة، لذا تترجم جميع المقالات إلى اللغة الإنجليزية/العربية، وتدقق وتحرر، ثم تنشر.

## التدريب الصحفي
لديها برنامج تدريبي للصحفيين من سوريا. وحصل برنامج التدريب على تمويل من قسم الشؤون العامة في السفارة الأمريكية في عمان، والمكتب السوري-العراقي لمنظمة كونراد أديناور ستيفتونغ، والسفارة الكندية في عمان. ويقومون كل ستة أشهر بتدريب اثني عشر صحفياً سورياً جديداً. تنشر قصص المتدربين في يو إس إيه توداي، وسي إن إن، وإذاعة أوروبا الحرة، ومنظمات دولية جديدة مثل لو موند و The Toronto Globe and Mail. وكانت منظمة سوريا على طول، حتى أيلول/سبتمبر 2016، قد قامت بتدريب 70 صحفياً، وقد أنشأ بعضهم منذ ذلك الوقت مؤسسات إخبارية خاصة بهم. وبحلول أبريل 2018، ارتفع العدد إلى 150 صحفيًا مكون من 10 مجموعات، وذلك بمنحة قُدمت من وزارة الخارجية الأمريكية.

## روابط خارجية
- موقع سوريا على طول
- Parker-Magyar, Katherine (2015). "Remote Control: Journalistic Objectivity from Abroad". www.cpcjmedia2015.com (بالإنجليزية). Archived from the original on 2022-03-27.